# Hatakeyama Kinenkan

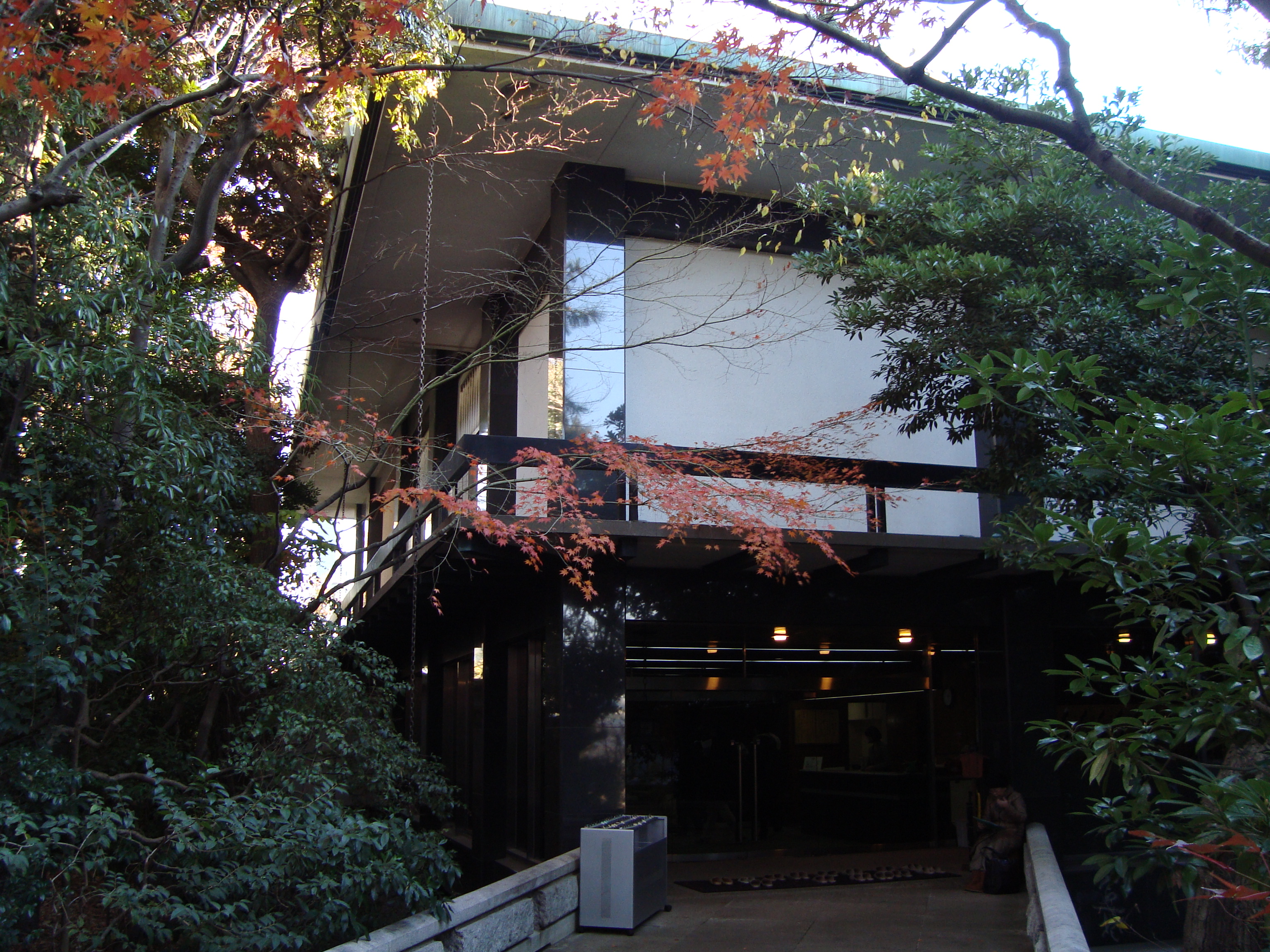
Eingang des Hatakeyama-Museums

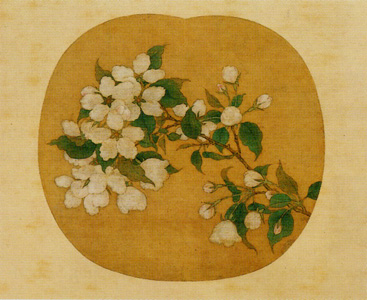
Fächerblatt mit Apfelblüte, Südliche Song Zeit (Nationalschatz)

Die Hatakeyama Kinenkan (japanisch 畠山記念館, „Hatakeyama Memorial Museum of Fine Arts“) ist ein privates Kunstmuseum in Minato, Tokio. Das Museum beherbergt eine Sammlung von Untensilien für die japanische Teezeremonie, die von dem Industriellen Issei Hatakeyama (1881–1971) zusammengetragen wurden. Die Sammlung konzentriert sich auf chinesische, koreanische und japanische Porzellane und Gemälde besonders aus der Muromachi-Zeit, der Blüte der Teezeremonie. Unter den 1300 Exponaten befinden sich neben 32 Wichtigen Kulturgütern auch sechs Nationalschätze (Kategorie Gemälde) und Teeutensilien von Sen no Rikyū und seinem Schüler Furuta Oribe.

## Übersicht
Issei Hatakeyama, der Gründer der Firma Ebara Saisakusho (荏原製作所, etwa Ebara-Fabrik) wurde 1881 in Kanazawa geboren. Er stammte von der Daimyō-Familie Hatakeyama aus der Provinz Noto ab. Er studierte an der kaiserlichen Universität Tokio Maschinenbau und gründete nach seinem Abschluss 1912 die Vorläuferfirma der Ebara Werke. Hatakeyama fabrizierte und verkaufte in diesem Werk die von seinem Lehrer Inokuchi Ariya (1856–1923) entwickelte und nach diesem benannte Inokuchi-Pumpe. Wenngleich Geschäftsmann, galt Hatakeyama als Tee und Nō-Kenner. Diese Faszination, insbesondere für die Hōshō-Schule des Nō, hat seine Sammelleidenschaft für Antiquitäten geprägt.
Hatakeyama war zudem Vorsitzender des Japan Institute of Invention and Innovation (発明協会, Hatsumei kyōkai); 1960 gründete er die Hatakeyama Gedenkstiftung zur Förderung von Wissenschaft und Technik. Das Hatakeyama Museum wurde vier Jahre später, 1964 auf der Grenze der beiden Stadtbezirke Minato und Shinagawa eröffnet. In der Edo-Zeit stand auf dem Museumsgelände ein Landhaus, das dem Shimazu Klans 1669 vom Edo-Shōgunat gewährt wurde. Danach diente es dem aus Satsuma stammenden Staatsrat und Minister für ausländische Angelegenheiten Terashima Munenori (1832–1893) als Wohnsitz.
Im Museum befindet sich auch ein Nachbau der Empfangshalle des in Nara gelegenen buddhistischen Tempels Hannya-ji, die Yukio Mishima als Vorlage für ein Kapitel in seinem Roman Nach dem Bankett diente.